# Wilhelm Kiesewetter (Politiker)
Wilhelm Kiesewetter (geboren 27. Dezember 1853 in Reichenberg, Kaisertum Österreich; gestorben 20. April 1925 in Prag) war ein österreichisch-tschechoslowakischer Gewerkschafter und Politiker. 

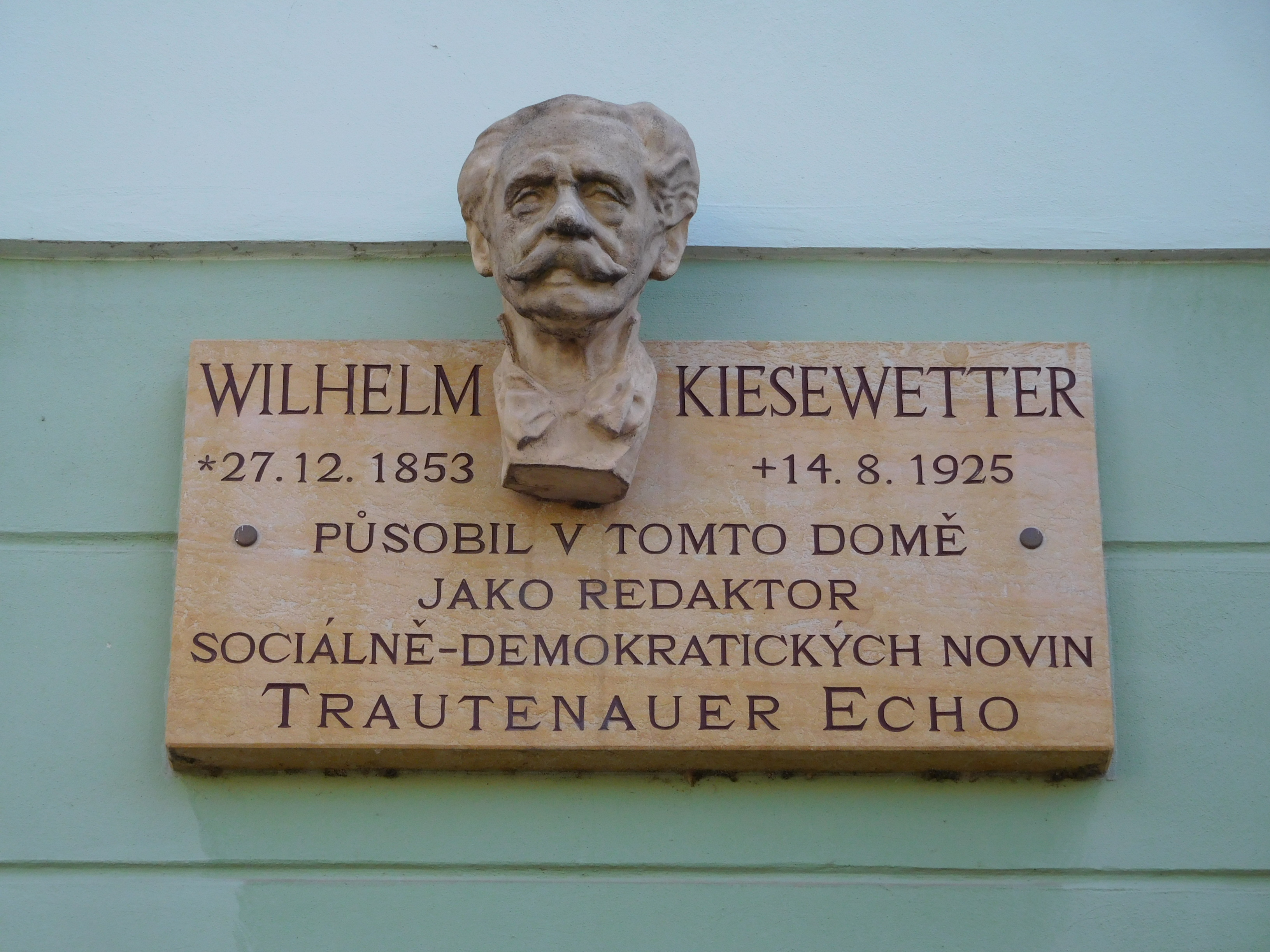
Wilhelm Kiesewetter in Trautenau

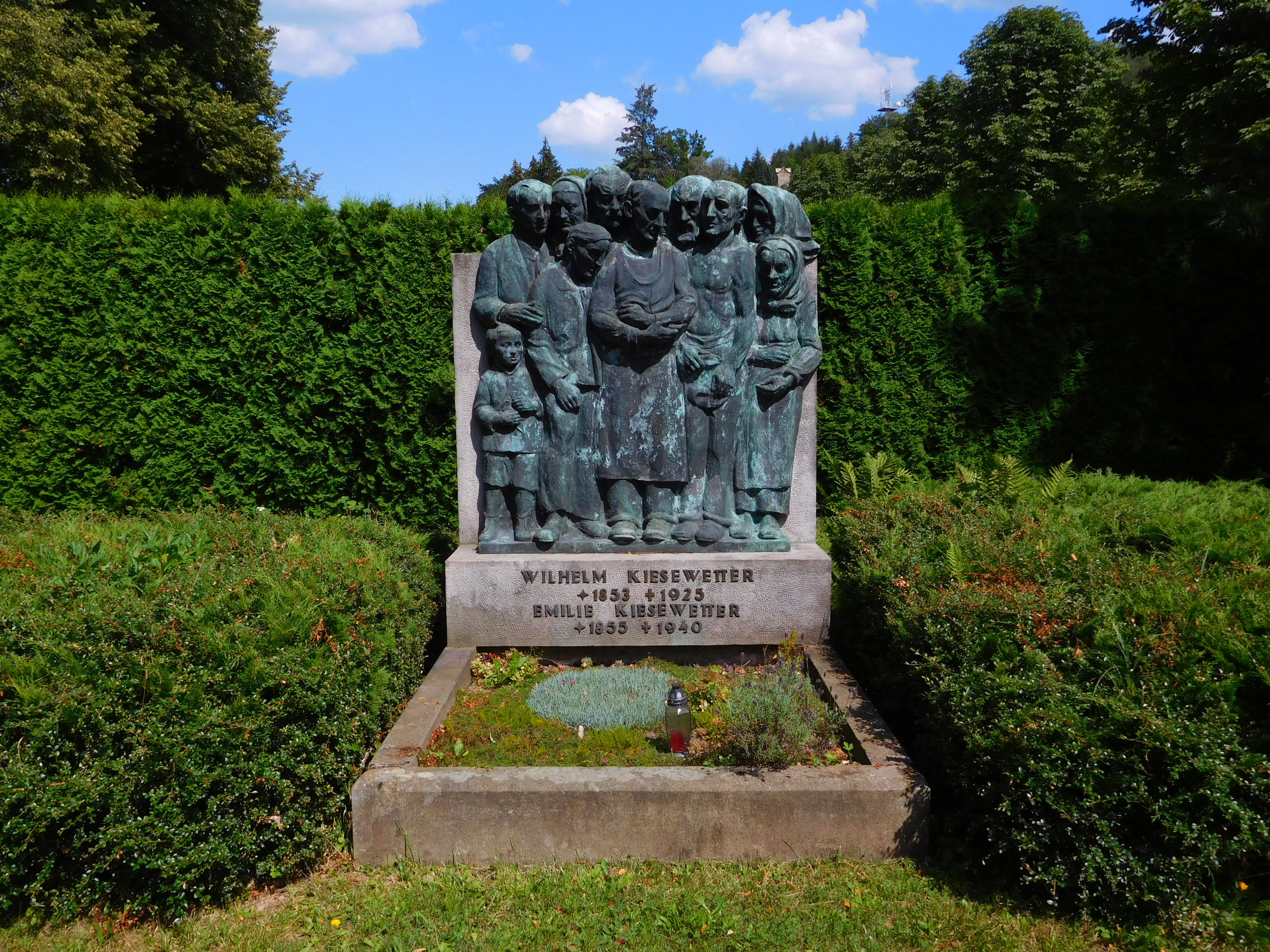
Grabstätte Kiesewetter auf dem Friedhof in Trautenau

## Leben
Wilhelm Kiesewetter war ein Sohn des Arbeiters und Tuchmachers Josef Kiesewetter. Er war verheiratet mit Emilie Hyka, sie hatten acht Kinder, eine Tochter heiratete den kommunistischen Politiker Karl Kreibich.
Kiesewetter machte in Reichenberg eine Weberlehre und arbeitete eine Zeit in Deutschland. Er wurde 1870 Mitglied und dann lokaler Leiter der Gewerkschaft „Fachverein der Manufaktur-, Fabrik- und Landarbeiter“ in Reichenberg. 1876 war er Mitgründer der lokalen Gliederung der Sozialdemokratischen Arbeiterpartei (SDAP). 1892 wurde er in den SDAP-Parteivorstand für Böhmen gewählt. Er war Mitherausgeber des „Arbeiterfreunds“ und der „Sozial-politischen Rundschau“ in Reichenberg, Redakteur des  „Volksfreunds“ und seit 1891 Redakteur des Reichenberger „Freigeistes“. Ab 1902 war er Redakteur des „Gebirgsboten“ in Gablonz. In Trautenau wurde er Mitglied des Stadtrats und ab 1907 Redakteur und später Herausgeber des „Trautenauer Echos“. Wegen seiner politischen Betätigung war er zeitweise arbeitslos, eingekerkert und auch aus Reichenberg ausgewiesen, er arbeitete dann auch als Vogelhändler. 
Von 1897 bis 1900 war Kiesewetter von der allgemeinen Wählerkurie gewähltes Mitglied des Österreichischen Reichsrats in Wien.
Nach Gründung der Tschechoslowakei wurde Kiesewetter 1919 Mitglied der Deutschen sozialdemokratischen Arbeiterpartei in der Tschechoslowakischen Republik (DSAP). Bei den ersten Parlamentswahlen 1920 wurde er in den Tschechoslowakischen Senat gewählt und starb kurz vor Ende der Wahlperiode im Sanatorium Sanopz in Smíchov.